# Robert Norman
Robert Norman (vor 1560–nach 1596) war ein englischer Seemann, Kompasshersteller und Wissenschaftler. Er befasste sich unter anderem mit dem Magnetismus.

## Leben
Norman fuhr längere Zeit zur See.
Er ließ sich schließlich in London nieder und baute Instrumente.
Wie schon Georg Hartmann (1544) befasste er sich damit, dass die Kompassnadel nicht horizontal lag. Er legte mit zugehörigen Erkenntnissen über die von Hartmann entdeckte Inklination auch den Grundstein für die spätere Arbeit William Gilberts. Zudem konstruierte Norman die erste Inklinationsbussole.
Auf dem Mond wurde der Krater Norman nach ihm benannt. Zudem ist er Namensgeber für den Norman Peak in der Antarktis.

## Werk (Auswahl)
- The Newe Attractive (1581)

| Personendaten    | Personendaten                                             |
| ---------------- | --------------------------------------------------------- |
| NAME             | Norman, Robert                                            |
| KURZBESCHREIBUNG | englischer Seemann, Kompasshersteller und Wissenschaftler |
| GEBURTSDATUM     | vor 1560                                                  |
| STERBEDATUM      | nach 1596                                                 |